# 熊井智津子
熊井 智津子（くまい ちずこ、1996年2月27日 - ）は、日本の女優、タレントである。旧芸名は鞍馬 優（くらま ゆう）。兵庫県神戸市出身。血液型A型。兄は元D-BOYSで俳優の熊井幸平である。

## 略歴
- 2008年11月、本名の「熊井智津子」でオフィスシュウに所属する。
- 2010年、松崎しげるプロデュース女性ユニット「Girl's Next」のR1（第1期）メンバーに選ばれる。
- 2010年6月、オフィスシュウからA-Lightへ移籍。
- 2010年12月、縁があり本格的に女優の勉強をするためにA-Lightからユマニテへ移籍。
- 2011年3月、高校合格と同時に俳優業専念のためオフィシャルブログ休止。のちに、芸名を「鞍馬優」から本名の「熊井智津子」に戻す。

## 人物
- 兄の熊井幸平とは仲がよくお互いの仕事現場に現れたりなどしている。
- 仮面ライダーなど特撮、戦隊にとても興味がある。
- 好きな俳優は竹野内豊であり、竹野内が出演するテレビドラマ『ビーチボーイズ』が好きである。きっかけは反町隆史のファンの母親と共に『ビーチボーイズ』を一緒に見たことである。
- 好きな食べ物はハイチュウ。
- トイプードルの「漣」・ミニチュアダックスフントの「拓哉」・スコティッシュフォールドの「のん」を飼っている。
- Girls NEXTで同じグループだった山口ひかりとは最年長、最年少コンビでの妹のように可愛がられていて、また姉のように慕っている。
- アミューズ所属の俳優・小関裕太と塾が一緒だった為、仲がいい。
- 堀越高等学校トレイトコース卒業。

## 出演

### TV
- クローンベイビー（2010年、TBS）
- Break Out（2012年1月度、テレビ朝日）

### 映画
- 仮面ライダー オーズ&ダブル featスカル MOVIE大戦CORE（2010年）
- 罪の余白（2015年10月）

### 舞台
- 東京俳優市場2015春（2015年5月）

### CM
- PEPSI NEX（2009年）

### PV
- F.CUZ「Around You」（2011年）
- ピコ「咲色リフレイン」（2012年）

### WEB
- PEPSI NEX
- しおりんのお友達空間【自遊空間店舗内】（stickamjapan）
- ODAIBA TV　生放送「Girl's Next」（Ustream）

### LIVE
- 初めて・LIVE（めぐろパーシモンホール）
- イベント（自遊空間店舗内）
- Girl’s Next LIVE（吉祥寺のLIVEハウス）